# Vivartia
Vivartia è un'industria alimentare greca con sede ad Atene. Formata nel 2006 dall'unione di varie industrie alimentari elleniche, tra cui DELTA Holding S.A., Goody's S.A., Barba Stathis S.A. e altre compagnie ad esse legate come Chipita, è il gruppo industriale alimentare più grande di tutta la Grecia.

## Storia
Vivartia è il risultato della fusione di Delta Holding S.A., che comprendeva Delta Dairy Products, Goody's, Flocafé e Mechelany foods, nonché una dozzina di altre importanti società greche legate al settore alimentare e delle bevande, con le linee di business snack e panetteria di Chipita. Il nome dell'accordo di transizione era "Brand Co" ed è stato ufficialmente cambiato in Vivartia nel maggio 2006 quando la fusione è stata completata. Ha creato il più grande gruppo alimentare in Grecia, una delle prime dieci aziende in Grecia. Dopo il completamento della fusione, la società ha cambiato nome in Vivartia S.A.
L'azionista di maggioranza era la famiglia Daskalopoulos, fino alla vendita del 76,89% della compagnia al gruppo Marfin Investment Group, una holding con sede a Nea Erythraia nei pressi di Atene.
Vivartia possiede 27 stabilimenti in vari Paesi tra cui Grecia, Bulgaria, Romania, Polonia e Cipro, con un totale di 30.000 dipendenti. Si è recentemente ulteriore espansa in questi mercati comprando molte industrie alimentari locali. Nel 2008 ha acquisito l'industria di biscotti statunitense Nonni's. Il gruppo ha anche annunciato l'apertura di nuovi stabilimenti negli Stati Uniti.
Fra i marchi di Vivartia S.A. si annoverano DELTA, Chipita, 7 Days, United Milk Company A.D., Christie's Dairies Public LTD., Nonni's, Goody's, Flocafé, Mevgal e molti altri.
Nel 2008, Vivartia ha acquistato il produttore statunitense di biscotti e snack Nonni's per 320 milioni di dollari come parte dei suoi piani di espansione, insieme ai suoi marchi Nonni's e New York Style e Old London. L'acquisizione ha inoltre garantito l'ingresso dei prodotti di croissant 7 Days di Vivartia sul mercato statunitense, seguiti da altri prodotti in una fase successiva. Nello stesso anno, Vivartia ha anche annunciato l'intenzione di aprire un nuovo stabilimento a Yadkinville per integrare i suoi sei impianti esistenti negli Stati Uniti. A partire da marzo 2010, Vivartia produce e vende croissant 7-Days negli Stati Uniti. 
Nel 2014 Vivartia ha annunciato una collaborazione con Granarolo per l'accesso al mercato di Francia e Italia. 